# Karl Joseph von Sterndahl
Karl Joseph Freiherr von Sterndahl (* Mai 1735 in Wien; † 16. Oktober 1816 in Prag) war Feldmarschall-Lieutenant, Ritter des Maria-Theresia-Ordens und zuletzt Stadtkommandant von Prag.

## Herkunft
Die Familie Sternda(h)l ist eine schwedische Adelsfamilie. Sein Vater Johann Gottfried von Sterndahl (* 1697; † 5. Januar 1740) stand zunächst in braunschweigischen Diensten. Als die Prinzessin Elisabeth Christine von Braunschweig-Wolfenbüttel den späteren Kaiser Karl VI. ging er in kaiserlicher Dienste. Dort wurde er General und Kommandant von Kaschau. Seine Mutter war die Freiin Maria Anna Zollner von Zollenstein.

## Leben
Er ging jung in kaiserliche Dienste und kam bereits am 1. Januar 1749 als Fähnrich in das Infanterie-Regiment No. 42. Aber schon am 25. Oktober 1749 kam er in das Infanterie-Regiment No. 43. Dort wurde er am 1. April 1755 Unterlieutenant und am 1. April 1756 Oberlieutenant. Er nahm am Siebenjährigen Krieg teil.
Er wurde am 10. März 1758 zum Kapitänleutnant und am 13. August 1759 zum Grenadier-Hauptmann befördert. So stand er während der preußischen Belagerung von Schweidnitz im Jahr 1762 in der Festung. Die Österreicher hatten den Auftrag die Preußen so lange wie möglich aufzuhalten, daher wurden nur ausgewählte Offiziere eingesetzt, die den Preußen lange Widerstand leisteten. Die Belagerung wurde vor allem durch das Jauerniker Fort behindert, daher hatten die Preußen sich langsam an das Fort herangearbeitet. Sterndahl wurde mit einem Ausfall beauftragt. Nach sorgfältiger Vorbereitung erfolgte der Angriff in der Nacht vom 17. auf den 18. August. Sterndahl gelang es eine Batterie zu zerstören und Teile der Schützengräben zu zerstören. Der Angriff kostete 123 Mann und 4 Offiziere das Leben, aber auch die Preußen hatten zahlreiche Verluste. Als die Preußen weitere Reserven in Feld schickten musste Sterndahl den Rückzug antreten, was ohne weitere Verluste gelang. Sterndahl erhielt dafür den Maria-Theresia-Orden.
Sterndahl wurde am 25. Mai 1767 zum Major befördert sowie Am 16. September 1774 erhielt er gemäß den Statuten des Maria-Theresia-Ordens den erbländischen Freiherrenstand. Am 25. September 1777 zum Oberstleutnant und erhielt dazu das Kommando über das 1. Grenadier-Bataillon des Infanterie-Regiments Nr. 23. Nach dem Bayrischen Erbfolgekriegs am 25. Juni 1779 wurde er zum Oberst und am 29. Juli 1779 Kommandeur des Infanterie-Regiments Nr. 23 (Ried) ernannt. Anschließend kämpfte er im 8. Türkenkrieg, wo er sich im Gefecht bei Beschinie auszeichnete.
Am 21. Februar 1789 wurde er zum Generalwachtmeister ernannt. Am 12. Mai 1796 wurde er zum Hofkriegsrat, Feldmarschall-Lieutenant und darauf Stadt-Kommandant von Prag (damit kommandierender General in Böhmen) ernannt. Sterndahl wurde 1814 pensioniert und starb 1816 in Prag.